# Infiniti M
De Infiniti M is een automodel uit de hogere middenklasse van het Japanse automerk Infiniti dat sinds 2003 op de markt is. De M is de opvolger van de Infiniti M30 die van 1990 tot 1992 verkrijgbaar was. De huidige M moet vooral concurreren met auto's als de Audi A6, BMW 5-serie, Mercedes-Benz E-Klasse en Lexus GS.
De eerste generatie van de M werd geproduceerd van 2003 t/m 2010. Hij was leverbaar als M35 met V6-motor en als M45 met V8-motor. De versies met vierwielaandrijving hebben een "x" als toevoeging en heten respectievelijk M35x en M45x.
De tweede generatie M kwam in 2010 op de markt en moet ook op de Europese markt een rol van betekenis gaan spelen. De modellen zijn de M37 met V6-motor, de M56 met V8-motor. Eind 2010 kwam Infiniti met haar eerste dieselmotor omdat hier op de Europese markt veel vraag naar is. De M30d beschikt over een geheel nieuwe drieliter-V6-turbodieselmotor welke in samenwerking met Renault is ontwikkeld. Waarschijnlijk zal er in 2011 een hybride versie op de markt komen: de M35h met een V6 gecombineerd met een elektromotor.
Huidige modellen Europa:
370Z ·
Ariya ·
Cabstar ·
Cube ·
GT-R ·
Interstar ·
Juke ·
Leaf ·
Micra ·
Murano ·
Navara ·
Note ·
NV200 ·
NV300 ·
NV400 ·
Pathfinder ·
Primastar ·
Qashqai ·
Townstar ·
X-Trail

Huidige modellen internationaal:
Altima ·
Armada ·
Bluebird ·
Caravan ·
Elgrand ·
Fuga ·
Maxima ·
NV ·
Patrol ·
Rogue ·
Sentra ·
Serena ·
Skyline ·
Skyline ·
Skyline Crossover ·
Sunny ·
Teana ·
Tiida ·
Titan ·
Xterra

Concepten:
Forum ·
Jikoo ·
Pivo ·
Urge

Uit productie:
100NX ·
200SX ·
300ZX ·
350Z ·
Almera ·
Almera Tino ·
Bluebird ·
Cedric ·
Cherry ·
Cima ·
Gloria ·
Kubistar ·
Laurel ·
Pixo ·
Prairie ·
Primera ·
Pulsar ·
Silvia ·
Stanza ·
Terrano ·
Vanette